# Kirche Lawalde

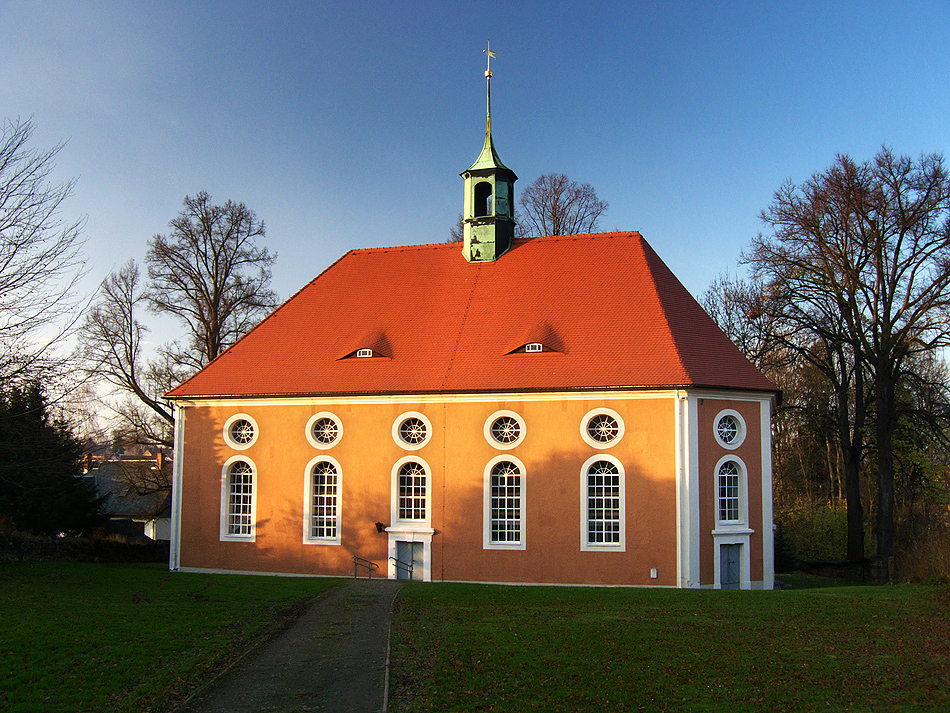
Kirche in Lawalde

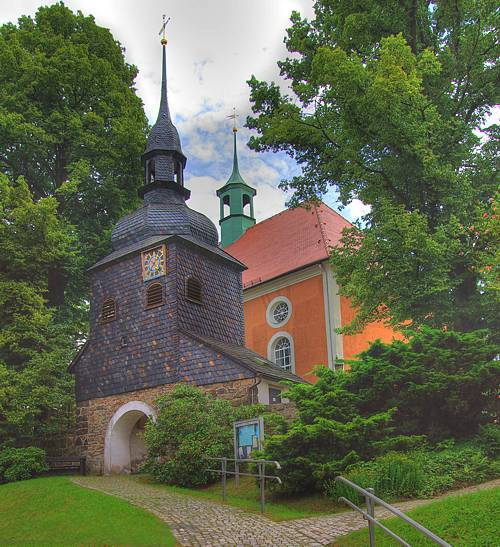
Lawalde Glockenturm

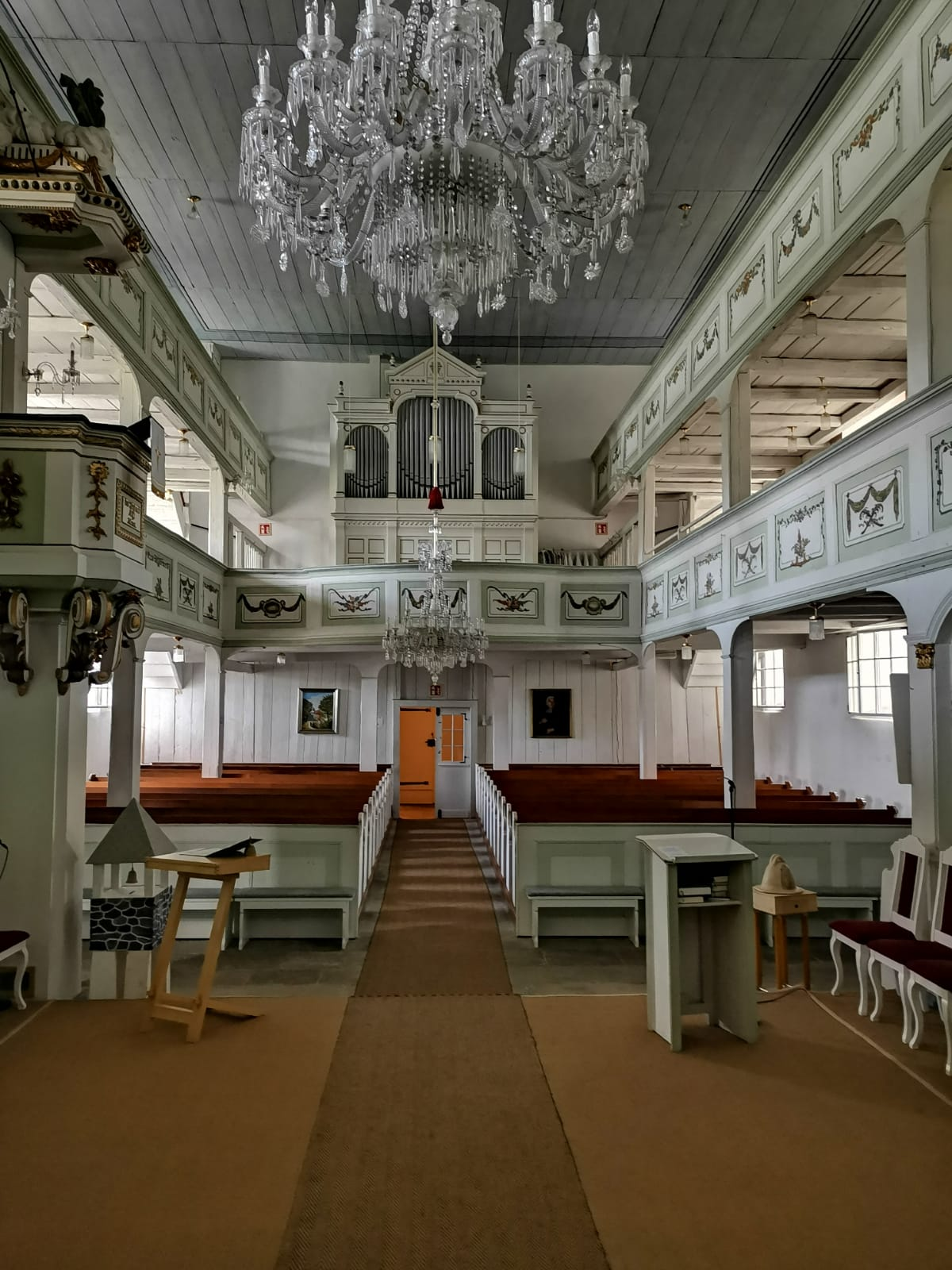
Jehmlich-Orgel

Die evangelische Kirche Lawalde ist eine barocke Saalkirche in Lawalde im Landkreis Görlitz in Sachsen. Sie gehört zur Kirchengemeinde Lawalde im Kirchenbezirk Löbau-Zittau der Evangelisch-Lutherischen Landeskirche Sachsens.

## Geschichte und Architektur
Die Kirche in Lawalde bildet zusammen mit dem mächtigen Torturm eine reizvolle Baugruppe; die barocke Saalkirche wurde in den Jahren 1776/77 unter Verwendung älterer Teile des 17. Jahrhunderts erbaut. Eine Restaurierung wurde in den Jahren nach 2010 vorgenommen. Das Bauwerk ist ein verputzter Bruchsteinbau mit Dreiachtelschluss, das Walmdach ist mit Fledermausgauben und schlichtem Dachreiter gestaltet. Im Südosten befindet sich unterhalb des Traufgesimses eine romanische Steinplastik in Form eines männlichen Kopfes.
Das Innere ist flachgedeckt mit umlaufenden zweigeschossigen Emporen, die teils verglast und an der Westseite eingeschossig ausgebildet sind. Die Brüstungsmalereien zeigen Plafonds mit Fruchtschnüren und Festons darin. Von der Mitte des Raumes bis nach Osten hin ist die untere Emporenreihe verglast.

## Ausstattung
Das Hauptstück der Ausstattung ist ein hoher Barockaltaraufbau mit Holzkruzifix und seitlichen Pilastern, an denen Fruchtschnüre hängen, aus dem Jahr 1777. Über dem verkröpften Gesims mit seitlichen Voluten und Urnen befindet sich ein Rundbogengiebel. Die Kanzel ist mit rechteckigem Korb auf einer massiven Säule gestaltet, die mit schweren Voluten geschmückt ist. Der Schalldeckel aus dem Jahr 1777 trägt einen plastischen Wolkenkranz. Ein großer barocker Taufengel mit weit gespannten Flügeln trägt in den Händen statt der Taufschale ein Inschriftband aus dem Jahr 1741.
Die Orgel ist ein Werk von Jehmlich aus dem Jahr 1880 mit 14 Registern auf zwei Manualen und Pedal, das im Jahr 1891 aus der Friedenskirche in Dresden-Löbtau hierher versetzt wurde.

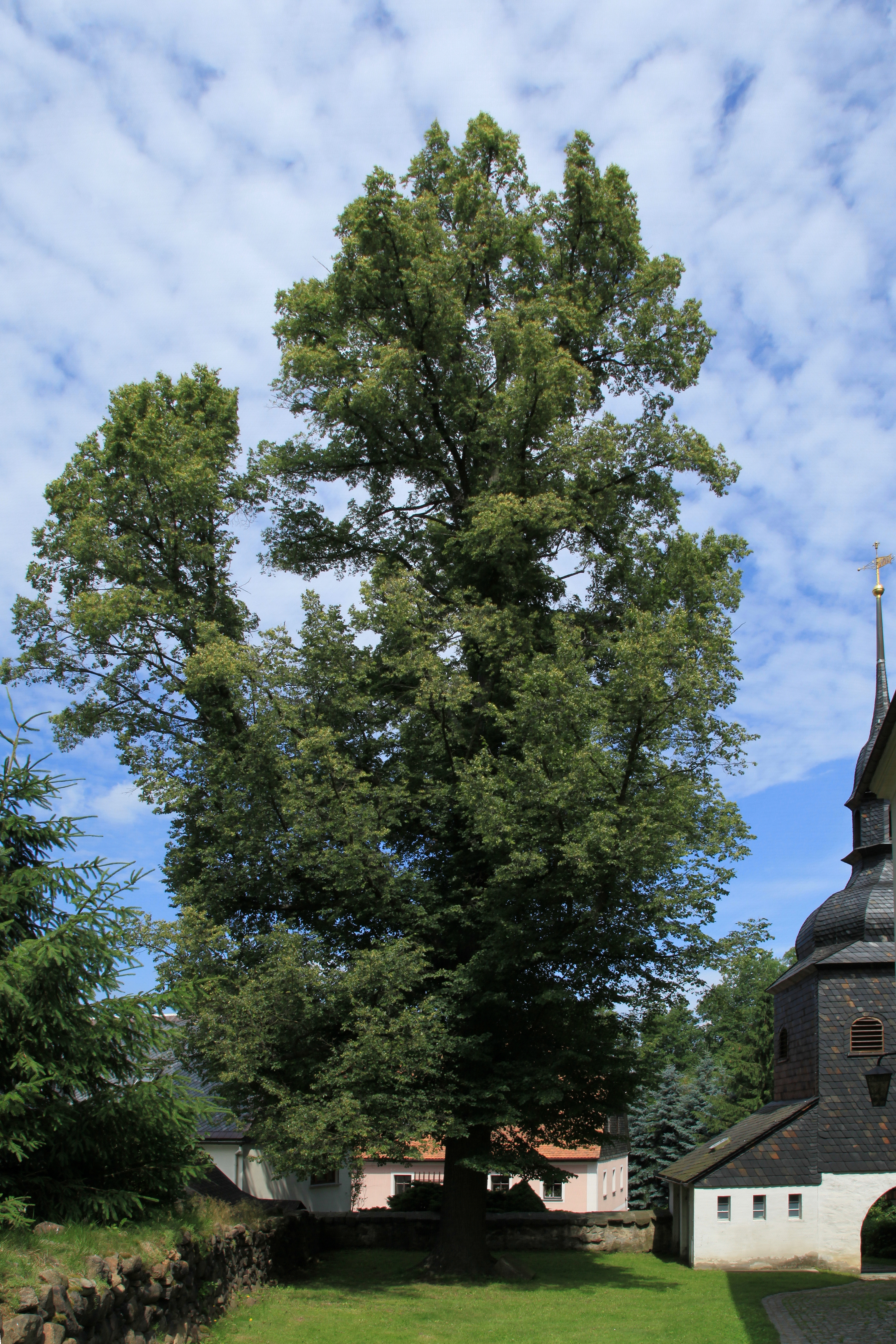
Lutherlinde

## Turm
Der massive Torturm entstand vermutlich im Jahr 1698. Der Kern des Bauwerks auf rechteckigem Grundriss wurde im Osten mit einem Treppenhaus, im Westen mit einem Abort aus dem Jahr 1928 versehen. Das Erdgeschoss besteht aus Bruchsteinmauerwerk mit einer Rundbogentür, darüber befindet sich ein schindelverkleideter Holzaufbau mit rundbogigen Schallöffnungen. Die gedrungene, geschweifte Haube geht vom Viereck in ein Achteck über. Drei Glocken im Turm bilden das Geläut.
Unmittelbar neben dem Turm befindet sich die sogenannte Lutherlinde, die zur Erinnerung an den 400. Geburtstag des Reformators am 10. November 1883 gepflanzt wurde, woran ein Gedenkstein erinnert.